# Synchaeta rousseleti
Synchaeta rousseleti är en hjuldjursart som beskrevs av Carl Zelinka 1927. Synchaeta rousseleti ingår i släktet Synchaeta och familjen Synchaetidae. Inga underarter finns listade i Catalogue of Life.